# Вест-Пойнт (фільм, 1928)
«Вест-Пойнт» (англ. West Point) — американська мелодрама режисера Едварда Седжвіка 1928 року.

## Сюжет
Багатенький Брайс Вейн вступає до Вест-Пойнт, і хоча він добре грає у футбол, через свою зарозумілість псує стосунки із однокурсниками. Отримавши догану від тренера, він вигукує «До біса все це!», після чого Брайс міг отримати ще більш суворе покарання, якби не втручання його сусіда по кімнаті Текса. Вейн все-таки залишає команду, але повертається перед великими змаганнями, щоб повести свою команду в бій і налагодити відносини з Бетті Ченнінг, дочкою господаря готелю.

## У ролях
- Вільям Гайнс — Брайс Вейн
- Джоан Кроуфорд — Бетті Ченнінг
- Вільям Бейкуелл — Текс МакНіл
- Ніл Нілі — Боб Сперрі
- Ральф Емерсон — Боб Чейс
- Леон Келлар — капітан Мансон
- Мейджор Реймонд Дж. Моусес — тренер